# Селенид меди-индия-галлия
Селенид меди-индия-галлия (также CIGS — англ. Copper indium gallium selenide) — полупроводниковое соединение меди, индия, галлия и селена. Представляет собой твердый раствор селенида меди-индия (CIS) и селенида меди-галлия, состав которого выражается формулой CuInxGa1−xSe2. Кристаллизуется в структуре типа халькопирита. Ширина запрещённой зоны меняется от 1,7 эВ при x=0 до 1,0 эВ при x=1.

## Применение
Известен благодаря применению в солнечных батареях второго поколения. Достоинством тонкопленочных панелей на основе CIGS является их гибкость.